# Charmed (série télévisée, 2018)
Cet article concerne le reboot de 2018. Pour la série originale de 1998, voir Charmed.
Charmed est une série télévisée américaine en 72 épisodes de 42 minutes développée, coécrite et coproduite par Jennie Snyder Urman, Jessica O’Toole et Amy Rardin; elle est diffusée entre le 14 octobre 2018 et le 10 juin 2022 sur le réseau The CW et en simultané sur W Network au Canada.
La série est un redémarrage de la série télévisée du même nom, créée par Constance M. Burge et diffusée entre 1998 et 2006 sur The WB.
En Belgique, la série est diffusée depuis le 21 juin 2019 sur Plug RTL. Au Québec, elle est diffusée depuis le 21 août 2019 sur Séries+. En France, elle est diffusée à partir du 24 septembre 2020 sur Syfy et disponible sur la plateforme Salto à partir du 25 mai 2021. La série est diffusée sur TMC à partir du 22 octobre 2021.
Le 12 mai 2022, la série est annulée par The CW.

## Synopsis
Melanie et Maggie vivent toutes les deux dans la ville universitaire de Hilltowne avec leur mère Marisol. Mais un soir, alors que Marisol est seule, elle est attaquée par une force démoniaque inconnue et meurt sur le coup.
Trois mois plus tard, alors que Melanie doute toujours des véritables raisons de la mort de sa mère ce qui est la cause de dispute entre elle et Maggie, elles font la rencontre de Macy Vaughn, une jeune femme qui semble être leur demi-sœur et dont elles ignoraient l'existence.
Les trois sœurs vont commencer à se découvrir des pouvoirs magiques : Macy reçoit celui de la télékinésie ; Mel peut arrêter le temps et Maggie le pouvoir de télépathie. Elles vont faire la connaissance d'Harry Greenwood, un Être de lumière qui va leur apprendre qu'elles sont des sorcières, comme leur mère avant elle. Marisol avait bridé les pouvoirs de ses filles à leur naissance pour leur permettre de vivre une vie normale. Harry leur apprend également que leur mère a été assassinée.
Ensemble, elles possèdent le "Pouvoir des Trois" qui fait d'elles le trio de sorcières le plus puissant et qui va leur permettre de combattre des démons et autres menaces surnaturelles tout en essayant de mettre la main sur le démon responsable de la mort de leur mère.

## Distribution

### Acteurs principaux
- Melonie Diaz (VF : Karine Foviau) : Melanie « Mel » Vera
- Sarah Jeffery (VF : Camille Donda) : Margarita « Maggie » Vera
- Lucy Barrett (VF : Lola Nédélian) : Michaela « Kaela » Danso (saison 4)
- Madeleine Mantock (VF : Aurélie Konaté) : Macy Vaughn (saison 1 à 3)
- Rupert Evans (VF : Pascal Nowak) : Harry Greenwood
- Ser'Darius Blain (VF : Eilias Changuel) : Galvin Burdette (saison 1)
- Ellen Tamaki (en) (VF : Flora Brunier) : Nico Hamada (saison 1)
- Nick Hargrove (VF : Martin Faliu) : Parker Caine[8] (saison 1 - récurrent saison 2)
- Jordan Donica (VF : Mike Fédée) : Jordan Chase (saison 2 à 4)
- Poppy Drayton (VF : Pamela Ravassard) : Abigael Jameson-Caine (saisons 2 et 3)

### Acteurs récurrents et invités
- Valerie Cruz (VF : Nathalie Homs) : Marisol Vera (saisons 1 à 3)
- Natalie Hall (VF : Adeline Moreau) : Lucy (saison 1)
- Constantine Rousouli (VF : François Santucci) : Hunter Caine[9] (saison 1)
- Craig Parker (VF : Xavier Fagnon) : Alastair Caine, PDG de Morningstar Biotech[10] (saison 1)
- Virginia Williams (VF : Rafaèle Moutier) : Charity Callaghan (saison 1)
- Aleyse Shannon (VF : Olivia Luccioni) : Jada Shields[11]
- Rya Kihlstedt (VF : Déborah Perret) : Julia Wagner (saison 1)
- Leah Pipes (VF : Laura Blanc) : Fiona Callahan[12] (saison 1)
- Bethany Brown (VF : Déborah Claude) : Ruby W. (saisons 2 à 4)
- Christin Park (VF : Geneviève Doang) : Swan (saisons 2 à 4)
- Shiva Kalaiselvan (VF : Daria Levannier) : Katrina[13] (saison 2)
- Eric Balfour : Julian Shea (saisons 2 et 3)
- Peyton List (VF : Stéphanie Hédin) : Nadia (saisons 2 et 3)
- Kate Burton (VF : Marie-Martine) : Celeste (saisons 2 et 3)
- Jason Diaz (VF : Franck Lorrain) : Antonio[14] (saison 3)
- J.J. Hawkins (VF : Alexis Gilot) : Kevin[15] (saison 3)
- Mareya Salazar (VF : Charlotte Corréa) : Joséfina (saison 3 et 4)
- Aryeh-Or (VF : Jean-Baptiste Anoumon) : Mo (saison 3)
- Heather Doerksen (VF : Laura Blanc) : Aladria (saison 3)
- Kapil Talwalkar (VF : Erwan Zamor) : Dev (saison 4)
- Shi Ne Nielson (VF : Audrey Sourdive) : Roxie (saison 4)

### Invités

#### Saison 1
- Brendon Zub (VF : Thibaut Lacour) : Trip Bailey
- Charlie Gillespie (VF : Maxime Baudouin) : Brian
- Leah Lewis (VF : Jessica Monceau) : Angela Wu
- Chiara Guzzo (VF : Aude Saintier) : Trishelle
- Jerome Yoo (VF : Alexandre Nguyen) : Viktor
- Guilherme Babilônia (VF : Nicolas Dangoise) : Kretz
- Eva La Dare (VF : Juliette Degenne) : Mama Roz
- Khamisa Wilsher (VF : Patricia Spehar) : Aliya
- Jaime Camil (VF : Yann Peira) : M. Morales[16] (épisode 11)
- Jimmy Tatro (VF : Stanislas Forlani) : Gideon[17] (épisode 14)
- Scott Porter (VF : Benoît DuPac) : Levi[17] (épisode 14)
- Morgan Taylor Campbell (VF : Kahina Tagherset) : Medusa (épisode 15)
- Tyler Blackburn (VF : Stanislas Forlani) : Viralis[12] (épisode 17)
- Carlena Britch (VF : Zina Khakhoulia) : Greta
- Michael Weatherly Brendan Rowe (épisode 18)
- Chloe Bridges (VF : Audrey Sourdive) : Tessa Flores-Cohen

Version française
- Société de doublage : Titra Film
- Direction artistique : Blanche Ravalec
- Adaptation des dialogues : Viviane Lesser, Alexa Donda et Mélanie de Truchis

Source VF : Doublage Série Database

## Production

### Développement
En 2013, le réseau CBS commence à développer un reboot de la série télévisée Charmed par les producteurs de La Vie à cinq. Néanmoins, la chaîne décide de ne pas commander de pilote.
En janvier 2017, le réseau The CW relance le développement du projet avec Jennie Snyder Urman qui a déjà développé pour eux la série acclamée par la critique Jane the Virgin. Le premier projet se déroulait en 1976 et mettait en scène trois sorcières sans lien de parenté : Tina, Paige et Annie.
En février 2017, la chaîne, non satisfaite du projet, décide de le repousser et de le re-développer avec une autre vision de l'histoire. Un pilote pour le second projet, avec les sœurs Pruitt, plus tard modifié en Vera, est officiellement commandé en janvier 2018. Il est écrit par deux scénaristes de Jane the Virgin, Jessica O'Toole et Amy Rardin, d'après une histoire de Jennie Snyder Urman qui supervise le projet.
L'histoire des sœurs Vera est décrit par la production comme fun et contemporaine et devrait mettre en avant plusieurs thématiques féministes.
Le 11 mai 2018, la série est officiellement commandée par The CW pour une première saison de treize épisodes. Quelques jours plus tard, elle dévoile que le lancement est prévu pour l'automne 2018 et que la série sera diffusée le dimanche, la nouvelle case de la chaîne. En août, il est annoncé que Gina Rodriguez, vedette de Jane the Virgin, réalisera le onzième épisode dans lequel la co-vedette Jaime Camil sera invitée dans le rôle d'un démon.
Le 8 octobre 2018, soit quelques jours avant la première, le réseau commande cinq scripts supplémentaires. Le 8 novembre, la CW a annoncé avoir commandé neuf épisodes supplémentaires, soit un total de 22 épisodes.
Le 31 janvier 2019, la série est renouvelée pour une deuxième saison. À la mi-mai lors des réunions préliminaires, le réseau déplace la série dans la case du vendredi soir à l'automne.
Le 7 janvier 2020, la série est renouvelée pour une troisième saison.
Le 13 janvier 2021, la série est renouvelée pour une quatrième saison. Le 25 mai 2021, The CW révèle sa grille de rentrée et la série est annoncée pour la mi-saison.

### Annulation
Le 12 mai 2022, la série est annulée. Selon l'article du Hollywood Reporter , The CW, dans le cadre de sa nouvelle politique commerciale mise en place pour sa mise en vente, décide de supprimer de sa grille de programmes pour la saison 2022-2023 10 de leurs 19 séries dont Charmed 2018. The CW justifie son choix par : 
- Les mauvaises audiences : Charmed est passé dès le début de sa saison 3 sous la barre des 400 000 téléspectateurs en live et la Saison 4 peine difficilement à atteindre les 357 000 téléspectateurs. Le J+7 permet à la série d'atteindre les 650 000 téléspectateurs mais cela n’intéresse pas le réseau car les rentrées financières ne sont pas les mêmes, surtout dans une politique de gestion dite "normale".
- La fin d'un accord financier entre The CW et Netflix qui permettait au réseau d'engranger de grosses sommes d'argent permettant de  maintenir des séries à faibles audiences à l'antenne et gagner de l'argent sur les ventes des droits de diffusion à l'international. Dans les conditions de gestion actuelles, sans cet accord, les séries à faibles audiences font perdre de l'argent au réseau.
- Le fait que trop de séries à faibles audiences (en dessous de 600 000 / 550 000) font chuter la notoriété du réseau et le met en danger de faillite car pas assez de reversions publicitaires, puisque le prix du spot publicitaire est évalué en fonction des audiences live.
- Le nouveau propriétaire souhaite un réseau plus adulte et moins tourné vers la jeunesse pour reconquérir la ménagère. De ce fait, la saison 2022-2023 va voir terminer la série The Flash. La série Stargirl a été annulée également. Seule Superman et Lois reste encore à l'antenne.
- Pour remonter les audiences, The CW table sur des achats de séries étrangères et sur des séries moins fantastiques.

### Casting

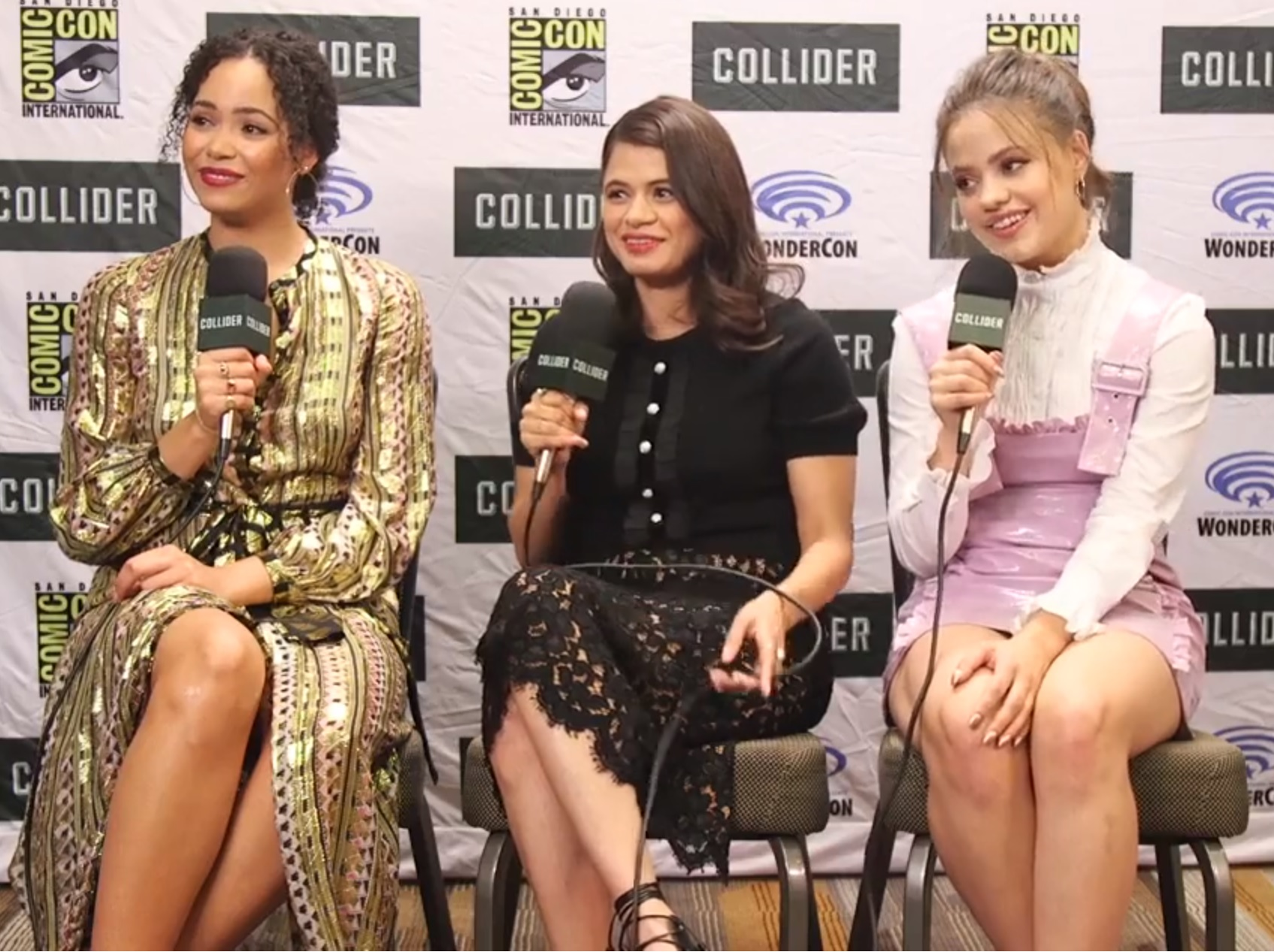
Madeleine Mantock, Melonie Diaz, Sarah Jeffery au Comic-Con 2018.

En février 2018, Ser'Darius Blain est le premier acteur à rejoindre la distribution principale pour le rôle de Galvin. Il est suivi par l'actrice Melonie Diaz qui jouera Mel, l'une des sœurs Vera. Le même mois, Sarah Jeffery décroche le rôle de la plus jeune des sœurs et Rupert Evans est annoncé dans le rôle d'Harry Greenwood.
En mars 2018, Madeleine Mantock rejoint la distribution pour interpréter la plus âgée des sœurs, Macy. Charlie Gillespie et Ellen Tamaki viennent ensuite compléter la distribution principale pour jouer des proches des Vera.
Pour la deuxième saison, la production ajoute Jordan Donica et Poppy Drayton à la distribution principale.
Le 19 juillet 2021, Madeleine Mantock quitte la série à la conclusion de la troisième saison. L'actrice remercie la production et les différentes équipes avant de partir de la série pour se consacrer à d'autres projets. Le 8 septembre 2021, la production annonce Lucy Barrett dans un nouveau rôle principal.

### Tournage
Le tournage du pilote s'est déroulé entre le 19 mars et le 7 avril 2018 à Vancouver au Canada où la série sera également tournée.

### Fiche technique
Sauf indication contraire, les informations mentionnées dans cette section peuvent être confirmées par la base de données cinématographiques IMDb,  présente dans la section « Liens externes ».

## Épisodes
| Saisons | Saisons | Nombre d'épisodes | Diffusion originale sur The CW | Diffusion originale sur The CW |
| Saisons | Saisons | Nombre d'épisodes | Début de saison                | Fin de saison                  |
| ------- | ------- | ----------------- | ------------------------------ | ------------------------------ |
|         | 1       | 22                | 14 octobre 2018                | 19 mai 2019                    |
|         | 2       | 19                | 11 octobre 2019                | 1er mai 2020                   |
|         | 3       | 18                | 24 janvier 2021                | 9 juillet 2021                 |
|         | 4       | 13                | 11 mars 2022                   | 10 juin 2022                   |

### Première saison (2018-2019)
1. Le Pouvoir des trois (Pilot)
2. Maman est revenue ! (Let This Mother Out)
3. Des bonbons ou un sort (Sweet Tooth)
4. Exorcise tes démons (Exorcise Your Demons)
5. L'Autre Femme (Other Women)
6. L'Esprit de Kappa (Kappa Spirit)
7. La Faux de la discorde (Out of Scythe)
8. Secte d'insectes (Bug a Boo)
9. Noël d'enfer (Jingle Hell)
10. Harry chez les démons (Keep Calm and Harry On)
11. Tube mortel (Witch Perfect)
12. D'un enfer à l'autre (You're Dead to Me)
13. L'Attaque de la fée frénétique (Manic Pixie Nightmare)
14. La Caresse du démon (Touched by a Demon)
15. Le Pouvoir du Vortex (Switches & Stones)
16. La Brûlure du démon (Memento Mori)
17. Abandonne-toi (Surrender)
18. La Remplaçante (The Replacement)
19. Le Triomphe du mal (Source Material)
20. Embuscade (Ambush)
21. La Pluie rouge (Red Rain)
22. La Source se réveille (The Source Awakens)

### Deuxième saison (2019-2020)
Déplacée au vendredi soir, elle est diffusée à partir du 11 octobre 2019.
1. Havre de paix (Safe Space)
2. Les Choses à faire à Seattle quand on est mort (Things to Do in Seattle When You're Dead)
3. L'Ensorceleuse ensorcelée (Careful What You Witch for)
4. Décomposer Harry (Deconstructing Harry)
5. L'Être de l'ombre (The Truth about Kat and Dogs)
6. D'où jaillit la flamme (When Sparks Fly)
7. Le Passé est présent (Past is Present)
8. L'Alliance (The Rules of Engagement)
9. Devine qui vient à SafeSpace Seattle (Guess Who's Coming to SafeSpace Seattle)
10. Malédiction (Curse Words)
11. Danse comme si personne ne te regardait (Dance Like No One is Witching)
12. Besoin de savoir ( Needs to Know)
13. Briser le cycle (Breaking the Cycle)
14. Mort subite (Sudden Death)
15. La troisième fois est la bonne (Third Time's the Charm)
16. Les Ennemis de mes ennemis (The Enemy of My Frenemy)
17. Mais où est Harry? (Search Party)
18. La Colère du passé (Don't Look Back in Anger)
19. Le danger frappe à la porte (Unsafe Space)

### Troisième saison (2021)
Cette saison de 18 épisodes est diffusée à partir du 24 janvier 2021.
1. Une vérité qui dérange (An Inconvenient Truth)
2. Quelqu'un va mourir (Someone's Going to Die)
3. La magie meurt (Triage)
4. N'oublie pas Paris (You Can't Touch This)
5. Le Pouvoir de l'if (Yew Do You)
6. Ennemi juré no 1 (Private Enemy No. 1)
7. Sortie-lège (Witch Way Out)
8. Sorcières ou démons ? (O, The Tangled Web)
9. No hablo brujeria (No Hablo Brujeria)
10. L'Apprentie sorcière (Bruja-Ha)
11. L'Œuf sacré (Witchful Thinking)
12. Le Descendant (Spectral Healing)
13. La Théorie du chaos (Chaos Theory)
14. La perfection est l'ennemi du bien (Perfecti is the Enemy of Good)
15. Le Futur de Schrodinger (Schrodinger's Future)
16. Le Messager de l'Apocalypse (What to Expect When You're Expecting the Apocalypse)
17. Le Calme avant la tempête (The Storm Before the Calm)
18. Mon plus beau rêve (I Dreamed a Dream…)

### Quatrième saison (2022)
Composée de treize épisodes, cette dernière saison à la suite de l'annulation de la part de The CW annoncée le 12 mai 2022, est diffusée entre le 11 mars 2022 et le 10 juin 2022 .
1. Pas elle (Not That Girl)
2. Tu ne peux plus rentrer chez toi (You Can't Go Home Again)
3. Rage et chagrin (Unlucky Charmed)
4. La Balade des âmes (Ripples)
5. La Communauté du Sandwich Voyageur (The Sisterhood of the Traveling Sandwich)
6. Le Grippe-monnaie arrive (The Tallyman Cometh)
7. Chats, Chameaux et Eléphants, oh la la... (Cats and Camels and Elephants, Oh My…)
8. Le voile est levé (Unveiled)
9. Action ou câlins ? (Truth or Cares)
10. Cartes sur table (Hashing it Out)
11. Le secret divin (Divine Secrets of the O.G. Sisterhood)
12. Soyez sympas. Rembobinez (Be Kind. Rewind.)
13. La fin n'est jamais la fin (The End Is Never The End)

## Univers de la série

### Personnages principaux

#### Macy Vaughn
L'aînée des sœurs Vera. Selon une fiche informatique[réf. nécessaire], elle serait née le 27 novembre 1990. Elle a été abandonnée par sa mère pour des raisons mystérieuses. Lorsqu'elle était petite, son père lui a toujours dit que sa mère était morte. Au fil des années, elle est devenue cartésienne et s'est dirigée vers un métier de scientifique. Mais sa vie connaît un nouveau tournant au moment où elle reconnaît la maison Vera sur la photo que son père a gardée de sa mère. Ressentant une forte connexion avec la maison, elle décide de mener quelques recherches et de rencontrer ses sœurs ; sans résultat concluant étant donné que Mel a remis en question ses intentions. Lorsque son état de sorcière est révélé, elle reste sceptique en essayant de trouver une explication logique à tous les événements dont elle a assisté au grenier lorsque Harry les a réunis de façon incongrue. Macy découvre qu'elle possède le pouvoir de télékinésie ; elle parvient à le maîtriser parfaitement très rapidement. En découvrant l'existence de la magie, elle découvre aussi le sens des responsabilités, ce qui occasionne quelques tensions avec Mel. En effet, Macy a tendance à prendre des décisions rationnelles, contrairement à Mel qui est plus impulsive. Mais peu à peu, elle découvre qu'elle possède un côté sombre qui lui procure un pouvoir démoniaque. Après recherches, elle découvre que sa mère l'a ramené à la vie lors d'une cérémonie de résurrection grâce à une nécromancienne. Cependant, cette dernière apprend à Marisol que pour chaque résurrection il y a un prix à payer qu'elle devra obligatoirement accepter. Une fois le sort accompli, Marisol apprend qu'elle doit se séparer définitivement de sa fille sans jamais la revoir sinon le sort sera annulé. Marisol se résout à se séparer de sa fille et de son père pour permettre à sa fille de vivre. Mais ce que les parents de Macy ignoraient, c'est que cette nécromancienne a utilisé du sang de démon pour ramener Macy à la vie. Après avoir touché un symbole amplificateur de pouvoir dans le vortex, son pouvoir démoniaque (qui est la vision) ressort et, au fur et à mesure qu'elle l'utilise, son comportement en est infecté, la rendant agressive et colérique envers ses sœurs. A la fin de la saison 3, Macy meurt à cause du "Mal Qui Murmure" mais devient une Gardienne.

#### Melanie «Mel» Vera
C'est la deuxième fille de Marisol. Melanie a sombré dans une dépression après avoir découvert la mort de sa mère gisant sur le sol. Dès lors, elle chercha à comprendre comment cette dernière est morte refusant de croire au suicide. Mais elle n'a pas eu le temps de se remettre de ses émotions qu'elle reçoit un choc après avoir appris qu'elle avait une autre sœur. Le premier contact entre Macy et Mélanie commence plutôt mal : Mélanie voit son rôle de chef de famille être menacé, alors elle entre un peu en rivalité avec Macy. Elle possède le pouvoir de figer le temps dans une zone bien déterminée mais certains démons peuvent être quelque peu résistants à son pouvoir. Selon Harry, ce pouvoir est propre aux maniaques du contrôle. Elle est née en 1993 (Macy dit dans l'épisode 11 que Mel a 7 ans de plus que Maggie, née en 2000). Si au début de la série Mel et Maggie sont très proches, les deux sœurs vont s'éloigner petit à petit lorsque Mel apprendra que, contrairement à ce que tout le monde pensait, son père n'est pas le même que Maggie puisque Maggie et Macy ont le même père. A la fin de la série, Mel regagnera sa dimension hors écran avec Maggie et Kaela et sera réunie avec sa petite amie Roxie. Le fait si sa fille du futur naîtra ou non reste inconnu.

#### Margarita «Maggie» Vera
Benjamine de la famille qui été récemment diplômée. Elle est en première année à l'université d'Hiltown. Elle espère intégrer une sororité à la grande consternation amusée de Mel la taquinant à ce sujet. Mais Maggie perd ses repères vis-à-vis de sa sœur Mel après la mort de leur mère et l'arrivée un peu trop soudaine de Macy dans leur vie, sans oublier sa révélation en tant que sorcière. Tout d'abord refusant d'accepter sa destinée et ensuite après avoir été attaquée par un démon, elle se retrouve un peu contrainte par la force de chose de l'accepter et peu à peu elle finit par s'y habituer. Cela n'est pas sans conséquence vu qu'elle ne consacre pas assez de temps pour les activités organisées au sein de sa sororité. Elle possède le pouvoir de télépathie qui témoigne de sa grande sensibilité et de son sentiment d'insécurité. N'ayant aucun contrôle sur ce pouvoir, elle entend les pensées des personnes avec qui elle entre en contact physique (et le tissu n'empêche pas son pouvoir d'agir). Il est révélé que le seul moyen de contrôler ce dernier, c'est d’écouter sa voix intérieure. Bien que son pouvoir soit passif certains démons sont protégés contre son pouvoir ce qui représente un handicap pour eux puisqu'ils sont très vite repérés. Elle est née le 31 décembre 2000 (mentionnée par Galvin dans l'épisode 11 où il dit qu'elle est née le week-end de la Saint-Sylvestre en 2000). Maggie est très proche de sa sœur Macy qu'elle accueille a bras ouvert contrairement à sa sœur Mel. Cette relation se renforcera lorsque les deux sœurs découvriront qu'elles ont le même père et que c'est Mel qui se trouve être finalement leur demi-sœur. A la fin de la série, Maggie regagnera sa dimension hors écran avec Mel et Kaela et sera réunie hors écran avec son petit-ami Jordan Chase.

#### Harry Greenwood
Harry est un être de lumière qui se fait passer pour un professeur à l'université de Hilltown dans le Michigan. Lorsque Marisol est tuée et que ses filles se réunissent, il les informe de leur nouveau statut de sorcière et de leur nouvelle mission magique. Harry entretient de bonnes relations avec Macy. Il apprécie le fait que Macy le considère comme son être de lumière et trouve que c'est plus agréable de travailler avec elle. Harry respecte Mel mais entretient avec elle une relation difficile en raison du remplacement de sa mère à la direction du département des études féministes. Il essaie de la guider et de l'aider, mais son indépendance et son entêtement ne facilitent pas la tâche. Les deux furent capables de s'entendre quand Harry révéla qu'il avait une protégée similaire à elle et qu'il ne voulait pas la perdre comme il l'avait perdue. Avec Maggie, Harry est de bon conseil pour elle en raison de son jeune âge. Il lui a appris à faire confiance à son intuition et à sa propre voix pour qu'elle puisse contrôler ses capacités. Il lui a également expliqué que l'utilisation de la magie à des fins personnelles entraînait des conséquences.

#### Michaela «Kaela» Danso
Kaela sera la remplaçante de Macy après sa mort pour restaurer le pouvoir des Trois dans la saison 4. Elle finira par devenir comme une sœur pour Mel et Maggie. A la fin de la série, elle est la seule à ne pas avoir de petit(e)-ami(e).

### Personnages secondaires
Charity Callahan
Charity est la fondatrice et supérieure de Harry Greenwood. Elle vient en renfort auprès des sœurs Vera pour leur faire entendre sa sagesse et venir à bout d'un gros problème de mauvais augure. Avec le temps, on découvre que c'est une vraie psychopathe parce qu'en réalité c'est la véritable meurtrière de la mère des trois sœurs. En effet, Charity craignant que le côté sombre de Macy prenne le dessus sur elle, fut contrainte par la force des choses à tuer Marisol. Découvrant tout ceci, les ensorceleuses décidèrent de la faire enfermer dans le tartare. Elle en a été libérée par Caine pour qu'elle puisse retrouver sa sœur pour lui. Elle a été tuée par cette dernière, Fiona, car celle-ci voulant à tout prix récupérer la dague originelle pour pouvoir anéantir la magie, s'est associée à Alastair Caine qui lui a ordonné de tuer sa sœur.
Alastair Caine
C'est un démon de niveau supérieur qui se fait passer pour un homme d'affaires travaillant chez Morningstar Tech. Il est le père de Parker, Hunter et Abigael Caine. Étant tous trois issus d'un démon et d'un sorcière / humaine (la patronne du labo où travaille Macy), ils sont donc mi-démons, mi-sorciers. Sauf Hunter dont le côté démoniaque a pris le dessus. Pour Abigeal, la situation est différente car elle sera « contrainte » d'utiliser quelquefois ses pouvoirs de sorcières, même si, le plus souvent ce sont ceux de son côté démoniaque qu'elle utilise. C'est une fine stratège aussi.
Quant à Parker, le cadet de la fratrie, c'est celui qui lutte le plus contre son côté démoniaque. Au point même de vouloir un sérum, créé par sa mère et Macy, pour inhiber son mauvais côté et aussi de vouloir s'éloigner de Maggy. Alastair sera finalement tué par Macy quand elle prendra le Pouvoir de la Source du Mal à sa place pour le détruire.

## Accueil

### Réactions
Lors de l'annonce de la commande du pilote, Holly Marie Combs, l'une des actrices principales de la série originale, a utilisé les réseaux sociaux pour critiquer la décision de The CW de développer un redémarrage sans inclure l'équipe originale. L'actrice rappelle également que c'est The CW qui a décidé de mettre fin à la série originale lors de la création du nouveau réseau à la suite de la fusion entre l'ancien diffuseur de la série originale, The WB, et UPN, trouvant donc la décision de la chaîne de faire revenir la série hypocrite.
Cette dernière critique également la description féministe du redémarrage, qui pour elle, revient à dire que l'originale ne l'était pas. Elle termine par préciser que la série devrait porter un autre titre.
Une autre actrice de la série originale, Shannen Doherty, réagit de façon plus positive à l'annonce, avouant être enthousiaste à l'idée que la nouvelle génération puisse être inspirée par la série comme l'avaient été les admirateurs à l'époque. Elle est du même avis que Holly Marie Combs concernant la description féministe, pensant que cela était offensant pour l'équipe de l'originale mais reste néanmoins compréhensive, précisant que tout le monde pouvait faire des erreurs.
À la suite de ces réactions, Mark Pedowitz, le président de The CW, annonce que les admirateurs de l'original devraient laisser une chance au redémarrage, précisant qu'il y a des similarités mais qu'il s'agira d'une vision différente de l'univers. Il en profite également pour avouer son engouement concernant le choix des actrices ainsi que la façon dont Jennie Snyder Urman revisite la série.

### Réception critique
La série est notée 2,3 sur 5 par les téléspectateurs sur le site d'Allociné.

La série est notée 4,6 sur 10 sur le site d'IMDb.

### Aux États-Unis
| Saisons | Saisons | Nombre d'épisodes | Jour et heure de diffusion                                                          | Diffusion originale sur The CW | Diffusion originale sur The CW | Année     | Audiences (en millions) | Audiences (en millions) | Audiences (en millions) |
| Saisons | Saisons | Nombre d'épisodes | Jour et heure de diffusion                                                          | Début de saison                | Fin de saison                  | Année     | Première                | Finale                  | Moyenne                 |
| ------- | ------- | ----------------- | ----------------------------------------------------------------------------------- | ------------------------------ | ------------------------------ | --------- | ----------------------- | ----------------------- | ----------------------- |
|         | 1       | 22                | Dimanche à 21 h                                                                     | 14 octobre 2018                | 19 mai 2019                    | 2018-2019 | 1,570                   | 0,589                   | 0,850                   |
|         | 2       | 19                | Vendredi à 20 h                                                                     | 11 octobre 2019                | 1er mai 2020                   | 2019-2020 | 0.649                   | 0,581                   | 0,638                   |
|         | 3       | 18                | Dimanche à 21 h du 24 janvier au 30 avril puis le vendredi à 20 h à partir du 7 mai | 24 janvier 2021                | 23 juillet 2021                | 2021      | 0,462                   | 0,428                   | 0,379                   |
|         | 4       | 13                | Vendredi à 20 h                                                                     | 11 mars 2022                   | 10 juin 2022                   | 2022      | 0,402                   | 0,393                   | 0,350                   |